# Kreditomkostninger
Kreditomkostninger er den pris, man betaler for at kunne låne et givet beløb. Dvs., kreditomkostninger plus lånebeløbet er det samlede beløb, man skal betale tilbage.
Kreditomkostninger er ligesom ÅOP et udtryk for samlede omkostninger, men hvor ÅOP altid gives i procent, beregnes kreditomkostninger konkret i kroner og ører. Generelt vil et låns samlede kreditomkostninger blive mindre, jo kortere løbetiden er. Banker og andre långivere varierer i hvilke omkostninger, de vælger at pålægge låntageren:
- Oprettelsesgebyr/etableringsgebyr/stiftelsesomkostninger. Ikke alle lån kræver oprettelsesgebyr, fx førstegangslån hos udbydere af kviklån, men store lån med flere års løbetid vil typisk kræve oprettelsesgebyr og vil typisk, men ikke altid, stige proportionalt med lånets størrelse.
- Sikkerhed er en slags depositum og kan fx være pantsætning, bankgaranti eller forsikring. Ikke alle udlånere kræver, at der stilles sikkerhed. Der vil typisk opkræves en afgift i forbindelse med at registrere sikkerheden til det offentlige.[1]
- Rente er med andre ord de penge, man betaler for at kunne have andres penge mellem hænderne. Rente skal man altid betale og altid for hele lånets løbetid, medmindre man tilbagebetaler lånet inden løbetidens udgang. I så fald skal man ikke betale rente af den resterende tid. Så længe lånet består skal der altså betales rente. Der findes forskellige renter i forbindelse med låntagning:

1. Debitorrente/pålydende rente. Denne skal altid betales og beregnes typisk som en procentsats af den lånte kapital - jo flere penge man låner, jo flere penge skal man altså betale i rente.
2. Rentes rente. Jo længere lånets løbetid, jo højere vil renteomkostningerne blive pga. rentes rente. Hvis man fx låner 5.000 kr. med en rentesats på 10% og et års løbetid, og ved løbetidens udgang ikke har betalt et eneste afdrag, vil man ende med en renteomkostning på 500 kr. Næste år vil renteomkostningerne være steget til 1.000 kr. således at man nu skylder 6.000 kr. Men rentes rente betyder sådan set, at man betaler rente af sin rente. De 6.000 kr. bliver således til 6.050 (6000*(0,10*500)). Debitorrenten vil imidlertid være den samme (10%), men renteomkostningerne vil stige, da rentes rente hvert år bliver lagt oveni. Men hvis man derimod har betalt af på sit lån, så vil renteomkostningerne ikke nødvendigvis blive større, da man betaler rente af lånets aktuelle størrelse. Begrebet nominel rente dækker her over en sammenlægning af debitorrente plus rentes rente.
3. Morarenter træder i kraft, når man ikke tilbagebetaler lån tilbage rettidigt. Hvis man overskrider en betalingsdato, bliver morarenten lagt oveni. Dette er altså en slags straf for forsinket betaling. Morarenten fastsættes ved lov, hvilket vil sige, at kreditor ikke frit kan lægge morarenter oveni efter lyst. Hvis man altså har et langvarigt lån hvis løbetid overskrides, skal man ikke alene betale debitorrente, men også rentes rente og morarenter.